# Japan sinkt: 2020
Japan sinkt: 2020 (jap. 日本沈没2020, Japan sinks 2020) ist eine japanische Anime-Fernsehserie aus dem Jahr 2020. Sie entstand nach dem Roman Japan sinkt von Sakyo Komatsu, der 1973 erschien.

## Handlung
Kurz nach den Olympischen Sommerspielen 2020 in Tokio trifft Japan ein schweres Erdbeben. Inmitten des Chaos versuchen die Mutō-Geschwister Ayumu (Mittelschülerin und Leichtathletin) und ihr jüngerer Bruder Gō (Grundschüler und Videospiel-Enthusiast) mit ihrer Familie und ihren Freunden aus der Stadt zu fliehen. Der sinkende japanische Archipel erschwert jedoch ihre Flucht. Unter extremen Bedingungen glauben die Mutō-Geschwister an die Zukunft und erwerben die Kraft, unter größten Anstrengungen zu überleben.

## Produktion
Die Serie mit dem Titel Japan Sinks: 2020 wurde von Science Saru animiert, wobei Pyeon-Gang Ho und Masaaki Yuasa Regie führten. Toshio Yoshitaka verfasste die Drehbücher, Naoya Wada entwarf die Charaktere und Kensuke Ushio komponierte die Musik der Serie. Der Anime wurde weltweit von Netflix am 9. Juli 2020 veröffentlicht.
Am 13. November 2020 wurde in Japan ein Zusammenschnitt der Serie als Film veröffentlicht.

## Synchronisation
Die deutsche Fassung entstand bei VSI Berlin unter der Regie von Philippa Jarke.
| Rolle         | japanischer Sprecher (Seiyū) | deutscher Sprecher |
| ------------- | ---------------------------- | ------------------ |
| Mari Mutō     | Yuki Sasaki                  | Anna Dramski       |
| Ayumu Mutō    | Reina Ueda                   | Sarah Tkotsch      |
| Gō Mutō       | Tomo Muranaka                | Derya Flechtner    |
| Kōichirō Mutō | Masaki Terasoma              | Peter Lontzek      |
| Osamu Asada   | Daiki Hamano                 | Felix Spieß        |
| Haruo Koga    | Hiroyuki Yoshino             | Sebastian Kluckert |
| Kaito/Kite    | Kensho Ono                   | Max Felder         |
| Nanami Miura  | Nanako Mori                  | Marie-Isabel Walke |
| Kanae Mirota  | Tomoko Shiota                | Sabina Trooger     |
| Kunio Hikita  | Umeji Sasaki                 | Sven Brieger       |
| Saburō Ōtani  | Taichi Takeda                | Bernd Egger        |
| Daniel        | Gebsho Tasada                | Bernhard Völger    |

## Auszeichnungen
Die erste Episode der Anime-Fernsehserie wurde mit dem Jury-Preis des Annecy International Animation Festival bedacht. Der TV-Anime war ursprünglich bereits für das vorherige Jahr als Wettbewerbsbeitrag eingereicht worden, allerdings wurde das Festival aufgrund der COVID-19-Pandemie in Frankreich abgesagt.